# ديلروي ليندو
ديلروي ليندو (بالإنجليزية: Delroy George Lindo)‏ هو ممثل بريطاني ولد في 18 نوفمبر 1952 في إلثام في لندن (المملكة المتحدة).

## سيرة
ولد لابوين جامايكين، ديلروي ليندو كبر في بريطانيا، قبل أن يستقر في تورونتو، ثم في وقت لاحق في الولايات المتحدة. هناك تتبع الدراسات المسرحية في مسرح المعهد الأمريكي في سان فرانسيسكو. بعد بالعديد من الظهور في أفلام ومسلسلات التلفزيون في سنوات 80 في وقت مبكر، ولكن أيضا في السينما حيث حصل على دور صغير في الفيلم الكوميدي السيدة (1976) وفيلم أكثر الأمريكي الكتابة على الجدران، حيث أنه اختفى عن الساحة الفنية ما يقرب عشر سنوات، خصوصا على برودواي.
في عام 1992، عاد على الكاميرا مع المخرج سبايك لي في مالكوم إكس حيث لعب دور ارشي، الدور الذي أكسبه العديد من الجوائز. وقال أنه يرى الناشطه صانع أفلام على ثلاثة فرصة: في عام 1994 في فيلم كروكلين وفي عام 1995 في الساعاتي. ليندو في العام التالي، لعب في فيلم الحصول على قليل جنبا إلى جنب مع جين هاكمان وداني ديفيتو برأس المخرج باري سونيدفيلد. بعد مرور سنتين، قام بالعودة مع كيانو ريفز في 1996 و 1997 في شعور مينيسوتا و محامي الشيطان. والبنية الجسدية هي التي تدفعه أيضا نحو الأدوار الرجولية، مثل في ذلك مثل جينرال ويلر في القلعة الأخيرة حيث شارك في بطولته مع روبرت ريدفورد وجيمس غاندولفيني.
ديلروي ليندو يواجه مرتين نجم أفلام الحركة جيت لي في روميو يجب أن يموت في عام 2000، وفي الواحد (2001) للمخرج جيمس وونغ. بعد أن أمضى مغامرات المحمومة في الصحراء بصحبة ماثيو ماكونهي سئل من قبل توني سكوت للتمثيل في دومينو 2005 . في عام 2009، التخلي مؤقتا تسجل الأفلام السوبر، جاهز للمرة الأولى صوته على فيلم الرسوم المتحركة: فوق 2009, للستوديوهات بيكسار.

## أفلامه

### السينما
- 1976: العثور على سيدة: سام
- 1978 صوت الهارب
- 1979: الكتابة على الجدران الأمريكية: الجيش الرقيب
- 1989: دم الأبطال
- 1990: جبال القمر
- 1991: بالطريقة الصعبة: الكابتن بركس، شرطة نيويورك
- 1991: برايت انخيل هارلي
- 1992: مالكوم إكس: الهند الغربية ارشي
- 1993: ملزمة من قبل شرف: المخلصين
- 1993: السيد جونز: هوارد
- 1994: نفي الملك
- 1994: كروكلين: ودي كارمايكل
- 1995: الكونغو: الكابتن
- 1995: الساعاتي: رودني ليتل
- 1995: الحصول على قليل: بو
- 1996 الأسهم المكسورة للمخرج جون وو: العقيد ماكس ويلكنز
- 1996: الشعور مينيسوتا: الأحمر
- 1996: الفائز: كينجمان
- 1996 فدية: وسيط لوني هوكينز
- 1997: محامي الشيطان: فيليب موييز
- 1997 حياة أقل عادية: جاكسون
- 1999: كتاب النجوم: أستاذ
- 1999: إيجابيات وسلبيات: كايل
- 1999: قوانين منزل سايدر: السيد روز
- 2000 روميو يجب ان يموت: إسحاق
- 2000:رحل في ستين ثانية: المخبر رولان
- 2001 (سرقة): بوبي «بوب» بلن
- 2001 القلعة الأخيرة: جينرال ويلر
- 2001: الواحد
- 2003 فيوجن (كور): الدكتور إد «براز»
- 2003 عجيب النسيان: دنيس
- 2005: الصحاري: كارل
- 2005: دومينو: كليرمونت وليامز
- 2007: عيد الميلاد هذا العام: يوسف جو 'الأسود
- 2009: فوق: بيتا
- 2015: كسر نقطة للمخرج اريكسون كور

### تلفزيون

#### فيلم تلفزيوني
- 1989: شاهد أن تقتل: بيرغر
- 1996: لون البيسبول
- 1997: الفرصة الثانية: كالهون
- 1998: المجد والشرف: ماثيو هنسون
- 1999: العدالة الغريبة: كلارنس توماس
- 2003: الشديد: ريكاردو ثورنتون
- 2005: اكاوانا بلوز: السيد لوشيوس
- 2005 : برأ: دلبرت

#### مسلسل تلفزيوني
- 2007: المخطوف: لاتيمر الملك
- 2009: مستشفى الرحمة: الدكتور ألفريد
- 2011: قانون شيكاغو: عضو مجلس محلي رونين جيبونز
- 2014: صدق: وينتر

## وصلات خارجية
- Notices d'autorité : Fichier d'autorité international virtuel • International Standard Name Identifier • Bibliothèque nationale de France • Système universitaire de documentation • Bibliothèque du Congrès • Gemeinsame Normdatei • WorldCat
- ديلروي ليندو على موقع IMDb (الإنجليزية)
- ديلروي ليندو على موقع روتن توميتوز (الإنجليزية)
- ديلروي ليندو على موقع ألو سيني (الفرنسية)
- ديلروي ليندو على موقع أول موفي (الإنجليزية)
- ديلروي ليندو على موقع قاعدة بيانات برودواي على الإنترنت (الإنجليزية)
- ديلروي ليندو على موقع قاعدة بيانات الأفلام السويدية (السويدية)
- ديلروي ليندو على موقع إن إن دي بي (الإنجليزية)
- ديلروي ليندو على موقع ديسكوغز (الإنجليزية)
- ديلروي ليندو على موقع قاعدة بيانات الفيلم (الإنجليزية)
- ديلروي ليندو على موقع كينوبويسك (الروسية)